# Cobana
Die Cobana GmbH & Co. KG (vormals Cobana Fruchtring, Eigenschreibweise COBANA) ist ein deutsches Frucht- und Gemüsehandelsunternehmen. Das Unternehmen betreibt den Import und Vertrieb von frischem Obst und Gemüse. Inhaber im Geschäftsjahr 2021 sind fünf selbständige Frucht-Handelsunternehmen, die über das Bundesgebiet verteilt sind und den Lebensmitteleinzelhandel (LEH) und andere Vertriebslinien mit Obst und Gemüse beliefern.

## Geschichte
1964 schlossen sich auf Initiative von Helmut Pott (Firma Walter Pott Fruchtimport und Bananenreiferei, Leverkusen) zunächst 41 deutsche Fruchtgroßhandelsbetriebe zur Bananen-Einkaufsgesellschaft „Cobana“ zusammen, um gemeinsam eine starke Wettbewerbsposition im deutschen Bananengeschäft anzustreben. Später schlossen sich weitere Unternehmen an. 1979 installierten die Gesellschafter der Gruppe die Fruchtring Handelsgesellschaft für die Beschaffung weiterer Produkte aus Übersee.
Mit Wirkung zum 1. Januar 2001 wurden beide Unternehmen zur Cobana Fruchtring GmbH & Co. KG zusammengeführt.

## Struktur
Die Cobana-Gruppe ist mit Stand Mitte 2020 ein Verbund von fünf selbständigen mittelständischen Fruchtgroßhändlern aus Deutschland, die jeweils Gesellschafter der Cobana in Hamburg sind.
Die Gesellschafter sind:
- Denscheilmann + Wellein GmbH, Bamberg
- Andreas Kupfer & Sohn GmbH, Nürnberg
- Schwabfrucht GmbH & Co. KG, Buseck
- Werder Frucht GmbH, Groß Kreutz
- Fruchthof Meißen GmbH & Co. KG, Priestewitz-Stauda